# Macau Daily Times
O Macau Daily Times (em chinês:  澳門每日時報) é um dos dois jornais diários em língua inglesa publicado em Macau, Região Administrativa Especial da República Popular da China e foi lançado em 1 de junho de 2007.
A partir de Maio de 2025 passou a ter uma edição totalmente a cores.

### Actual estrutura do jornal
Fundador e Proprietário: Kowie Geldenhuys

Director e Editor-Executivo: Paulo Coutinho

Editora adjunta: Lynzy Valles

Editores colaboradores: Leanda Lee, Severo Portela, Sheyla Zandonai

Redacção e colaboradores: Albano Martins, Annabel Jackson, Anthony Lam, Davy Chiu, Emilie Tran, Grace Yu, Irene Sam, Ivo Carneiro de Sousa, Jacky I.F. Cheong, Jenny Lao-Phillips, Jing Wu, João Palla Martins, Jorge Costa Oliveira, Juliet Risdon, Paulo Cordeiro de Sousa, Renato Marques, Richard Whitfield e Viviana Seguí

Secretária de Redacção: Amy Yang

Grafismo: Eva Bucho, Miguel Bandeira